# 奥布施泰希
奥布施泰希是奥地利蒂罗尔州伊姆斯特县的一个市镇。总面积34.66平方公里，总人口1158人，人口密度33.4人/平方公里（2005年）。